# Femme se promenant dans une forêt exotique
Femme se promenant dans une forêt exotique est un tableau réalisé par le peintre français Henri Rousseau en 1905. Assimilable aux Jungles pour lesquelles l'artiste est particulièrement reconnu, cette huile sur toile naïve représente une femme dans une végétation tropicale si luxuriante qu'elle semble quant à elle minuscule. La peinture est aujourd'hui conservée à la fondation Barnes, à Philadelphie, aux États-Unis.